# Damone Brown
Damone Lamar Brown (Buffalo, 28 giugno 1979) è un ex cestista statunitense, professionista nella NBA, in Europa, Asia e Sudamerica.

## Carriera
È stato selezionato dai Philadelphia 76ers al secondo giro del Draft NBA 2001 (37ª scelta assoluta).

## Palmarès

### Squadra
- Coppa d'Olanda: 1

EiffelTowers Den Bosch: 2008

### Individuale
- All-NBDL Second Team (2005)